# Фонарщик

Фонарщик проверяет фонарь (Маастрихт, Нидерланды)

Фонарщик (от сущ. фонарь, далее от греч. φανάρι(ο)ν, новогреч.  φανάρι, др.-греч. φᾱνός «светильник, свет, факел») — городской служащий, наблюдающий за исправностью уличных фонарей и их зажигающий.
Современный толковый словарь русского языка Ефремовой и Малый академический словарь дают также второе определение слова «фонарщик» — тот, кто в какой-либо процессии переносил фонарь.
Образ фонарщика, как человека несущего свет, иногда используется в произведениях искусства.

## История

### Великобритания
В 1417 году на улицах Лондона, по распоряжению мэра Генри Бартона, появились первые уличные фонари. Но многие горожане были против освещения.
В 1807 году керосиновые фонари конструкции англичанина Уильяма Мёрдока были установлены на улице Пэлл-Мэлл.

### Франция
В начале XVI века первые уличные фонари появились и в Париже: парижан заставляли держать светильники у окон, выходящих на улицу. В 1667 году Людовик XIV издал специальный указ об уличном освещении.

### Чехия
В 1847 в Праге на улице Кенигштрассе (сейчас Соколовска) была построена газовая станция. Проработала до 1881 года.

### Россия
В 1698 году в Москве у царского дворца было установлено 8 фонарей.
Историк Петербурга И. Г. Георги:

Для сего имеется по улицам деревянные голубою и белою краской выкрашенные столбы, из коих каждый на железном пруте поддерживает шарообразный фонарь, спускаемый на блоке для чищения и наливания масла.

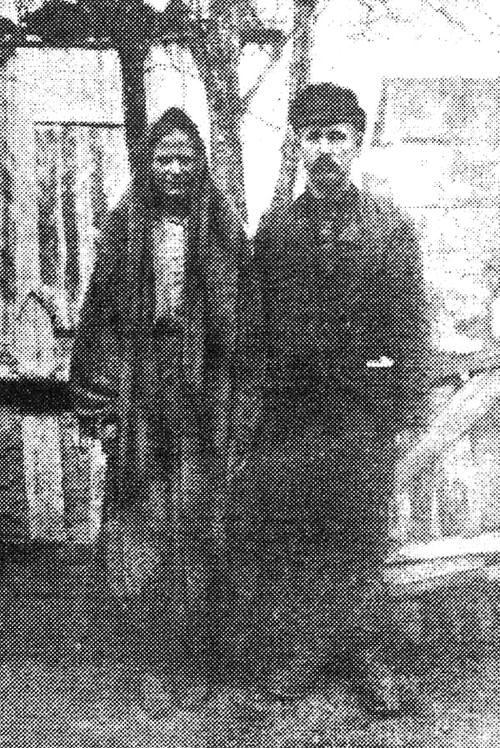
Фонарщик Казимир Шаховский и его жена Ульяна, свидетели по делу Бейлиса об убийстве Андрея Ющинского

23 ноября 1706 года по приказу Петра I на фасадах домов четырёх улиц были вывешены фонари. В 1718 году Петр I издал Указ об «освещении улиц города Санктпитербурха» (указ был подписан императрицей Анной Иоанновной лишь в 1730 году). Проект первого уличного масляного фонаря был разработан Жан-Батистом Леблоном.
В 1723 году на улицах Петербурга работало 595 фонарей. Обслуживанием этих фонарей занимались 64 фонарщика. Фонари зажигали с августа по апрель.
Масляные фонари светили тускло, иногда вообще не горели, и гасили их раньше времени. У горожан бытовало мнение, что фонарщики экономят себе масло на кашу.
В 1794 году в городе насчитывалось уже 3400 фонарей и соответственно значительно выросло количество фонарщиков. С середине XVIII века в обиход стали входить керосиновые фонари.
Задача из учебника по арифметике:

Фонарщик зажигает фонари на городской улице, перебегая от одной панели к другой. Длина улицы — верста триста сажен, ширина — двадцать сажен, Расстояние между соседними фонарями — сорок сажен, скорость фонарщика — двадцать сажен в минуту. Спрашивается, за сколько времени он выполнит свою работу? (Ответ: 64 фонаря, расположенные на этой улице, фонарщик зажжет за 88 минут.)

В 1770 году создана первая фонарная команда из 100 рекрутов. В 1808 году фонарная команда была причислена к полиции.
В 1819 году на Аптекарском острове появились газовые фонари, а в 1835 году было создано «Общество освещения газом Санкт-Петербурга».
В XIX веке доминирующей формой уличного освещения стали газовые фонари. Ранние газовые фонари ещё требовали присутствия фонарщика, но в конечном итоге были разработаны системы, которые позволили зажигать фонари автоматически.

### Беларусь

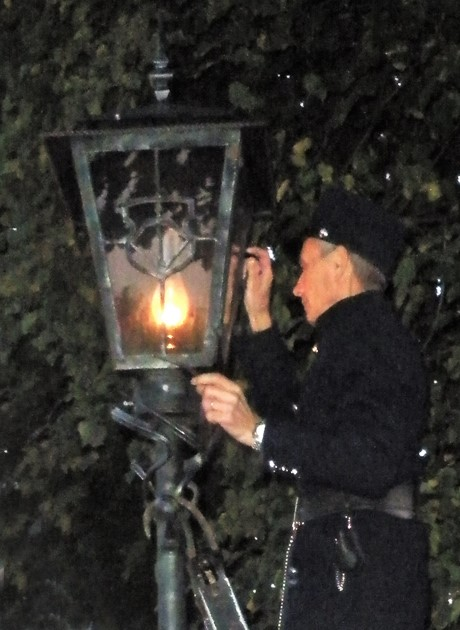
фонарщик Бреста как в старину зажигает керосиновые фонари, привлекая толпы туристов

С 2009 года в Бресте на одной из пешеходных зон улицы Советской ежедневно зажигает и гасит старинные фонари штатный фонарщик в форме петровских времен. Для этого он поднимается по лестнице и вручную зажигает и гасит в каждом фонаре керосиновую лампу. Всего на улице Советской установлено 19 таких фонарей.

## Функции фонарщиков
- Зажигание/тушение фонарей
- Наполнение резервуара с горючей жидкостью
- Ремонт фонарей (ремонт резервуаров для горючей жидкости, выправка рефлекторов, замена горелки, ремонт каркаса, замена стёкол)

## Инструмент, приспособления и спецодежда, используемые фонарщиками
- Лестница
- Длинный шест

## В литературе
Гоголь в «Невский проспект» о масляных фонарях:

…и скорее, сколько можно скорее проходите мимо. Это счастье ещё, если отделаетесь тем, что он зальет щегольский сюртук ваш вонючим маслом.
Горький «Мать»:

К фонарю подходит фонарщик — днем, лампы чистить.

Шишков «Емельян Пугачев»:

По главным улицам проворно перебегали с лесенками фонарщики, зажигая свет.

А. Н. Толстой «Петр Первый»:

Слуги подняли на блюдах караваи. За ними пошли фонарщики со слюдяными фонарями на древках.

Менахем Мендл Шнеерсон:

Хасид — это фонарщик, который идет по улицам и несет факел на длинном шесте. Он знает, что это огонь не принадлежит ему, и он зажигает все фонари, встречающиеся у него на пути.

- Фонарщик является героем одноименного произведения Марии Кемминс (1854).
- Фонарщик является центральным героем произведения Болеслава Пруса «Тени» (1885).
- «Фонарщик» — так называется сборник стихов (1929) ирландского поэта Шеймуса О’Салливана.
- В повести Антуана де Сент-Экзюпери «Маленький принц» (1943) есть персонаж Фонарщик: житель на одном из астероидов, куда, согласно сюжета, прилетал Маленький принц, пожелавший подружиться с Фонарщиком, в отличие от жителей на других астероидах.
- Фонарщик является героем произведений Джона Ле Карре, таких как «Шпион, выйди вон!» (1974) и «Команда Смайли» (1979).
- У Дмитрия Колосова есть рассказ «Фонарщик».